# Gajówka Ruda
Gajówka Ruda – osada leśna wsi Ruda w Polsce, położona w województwie świętokrzyskim, w powiecie starachowickim, w  gminie Brody
W latach 1975–1998 osada administracyjnie należała do województwa kieleckiego.
Wierni Kościoła rzymskokatolickiego należą do parafii Wniebowzięcia Najświętszej Maryi Panny w Krynkach.